# Хризолітовий
Хризолі́товий (рос. Хризолитовый) — селище у складі Білоярського міського округу Свердловської області.
Населення — 107 осіб (2010, 104 у 2002).
Національний склад станом на 2002 рік: росіяни — 74 %.